# أندريه تشارلز بول
أندريه تشارلز بول (بالفرنسية: André-Charles Boulle) (و. 1642 – 1732 م) هو نحات، ومصمم، ورسام، وصانع الخزائن ‏، وmarqueteur ‏ فرنسي، ولد في باريس، توفي في باريس، عن عمر يناهز 90 عاماً.

## معرض صور

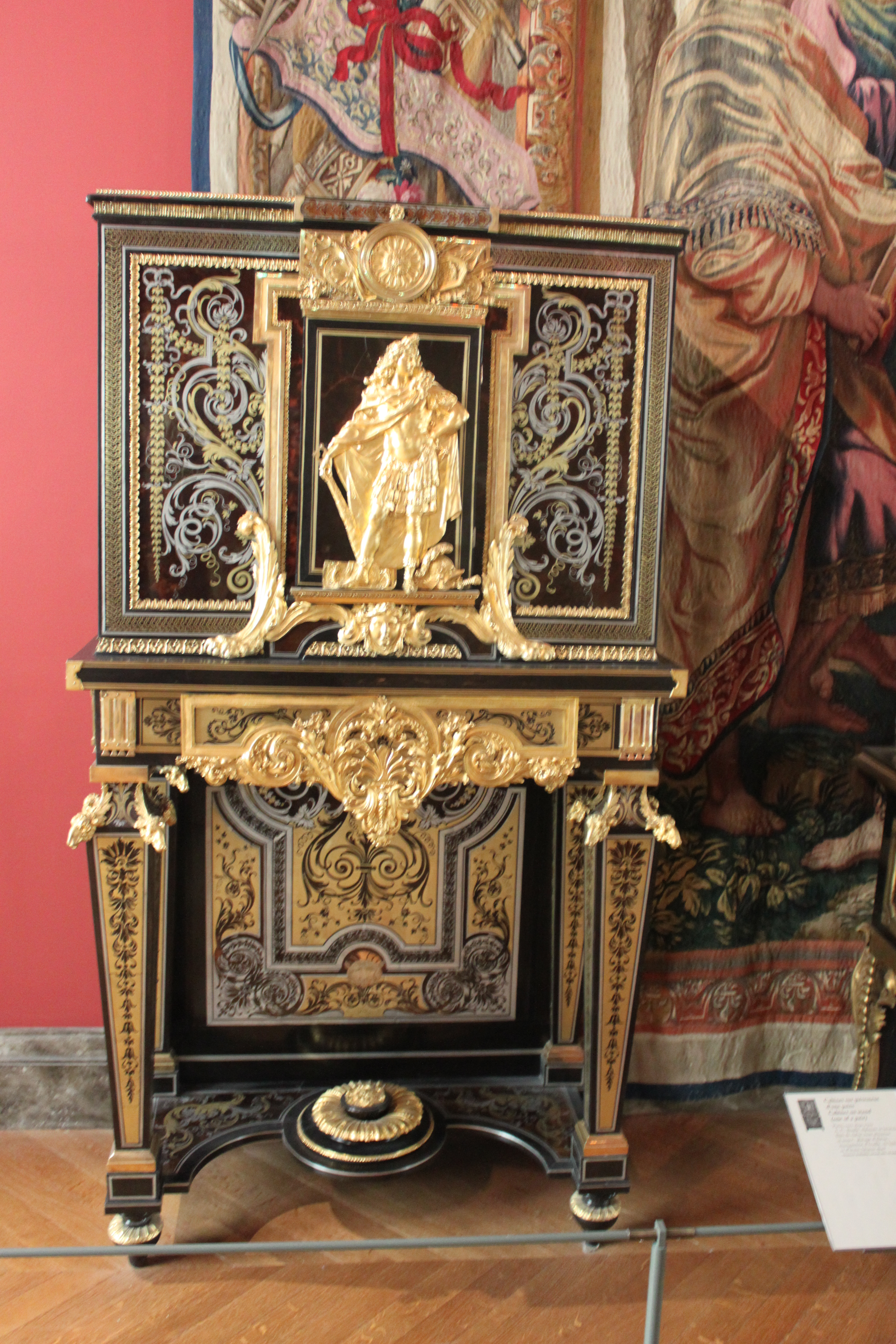
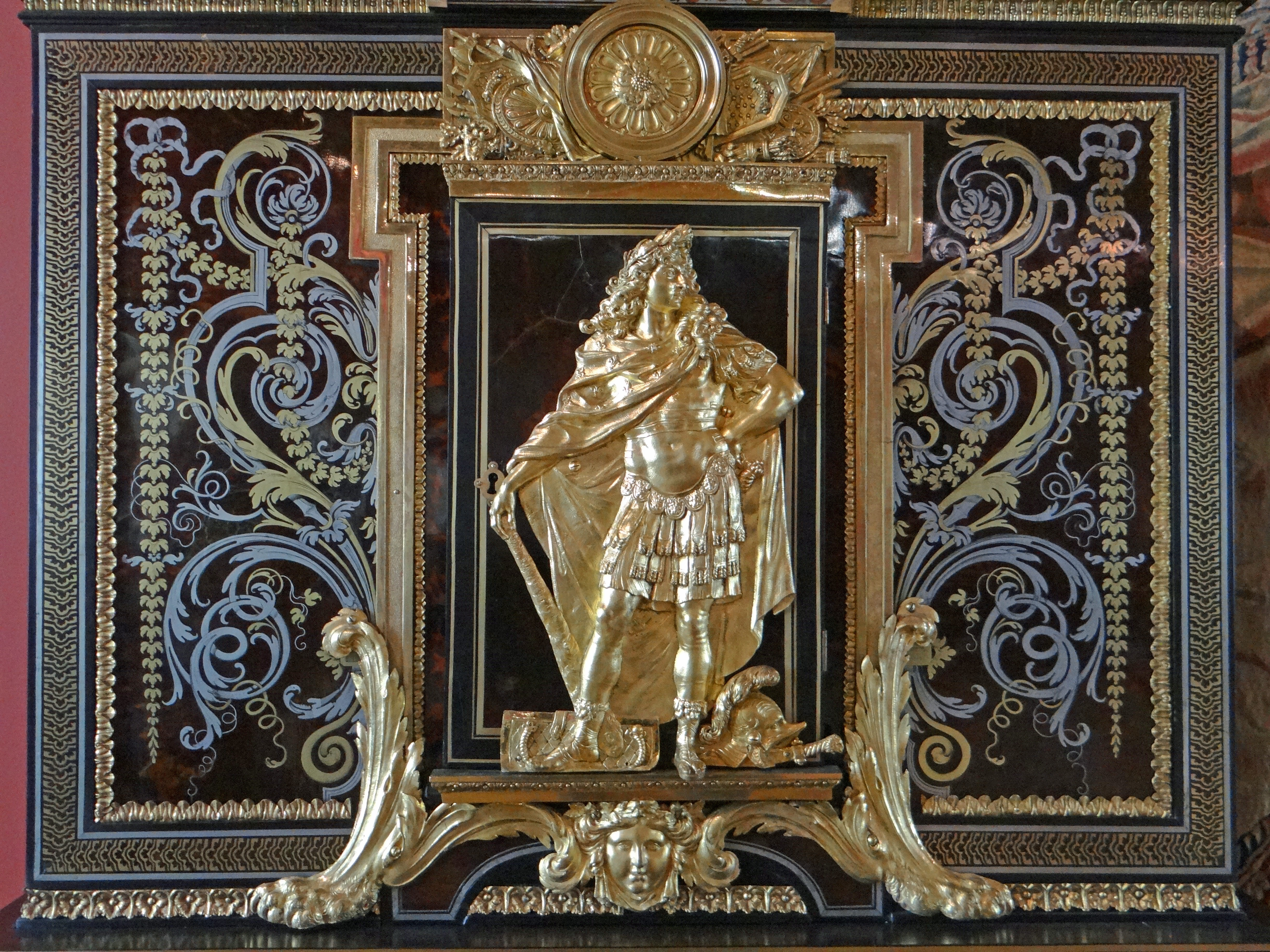
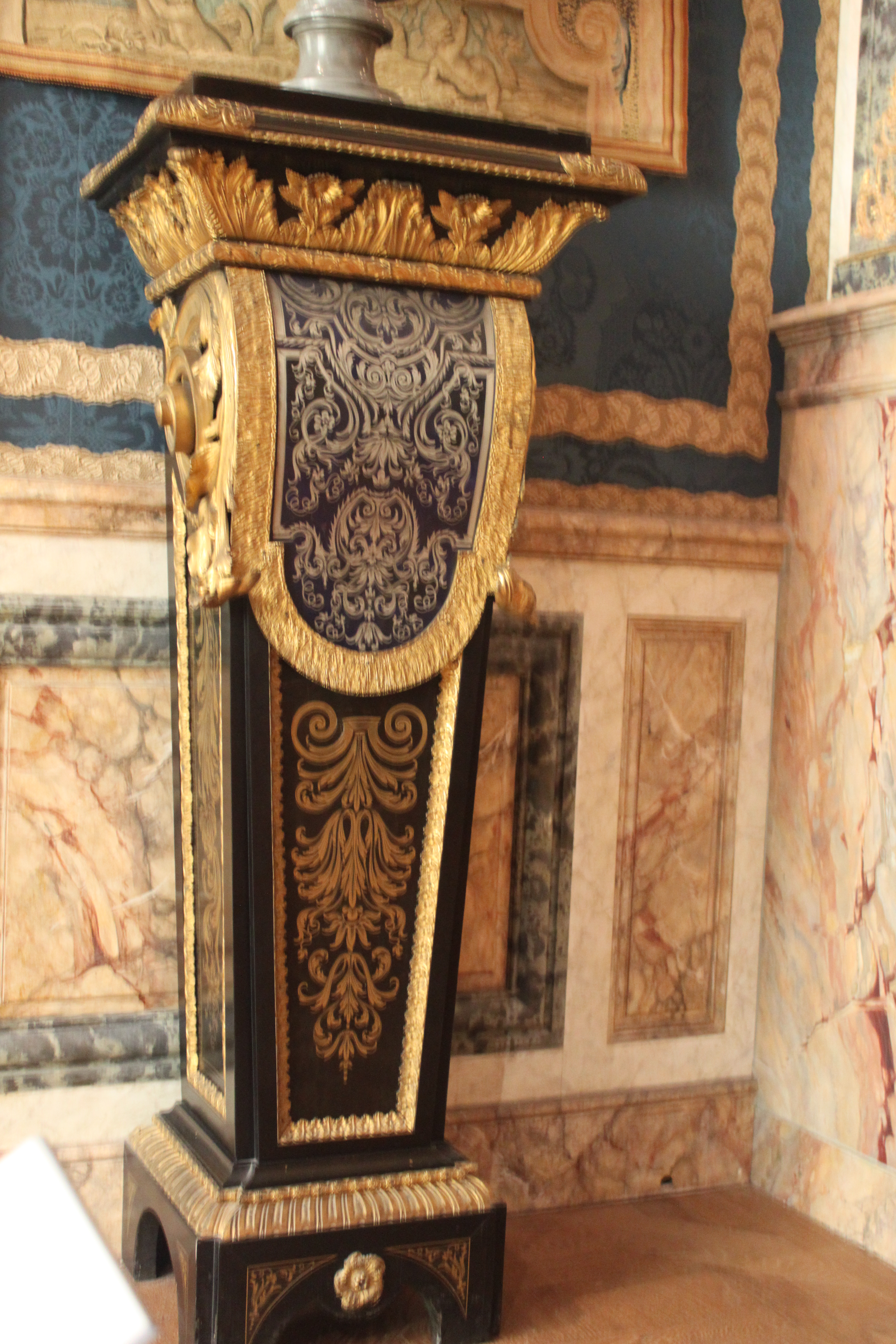
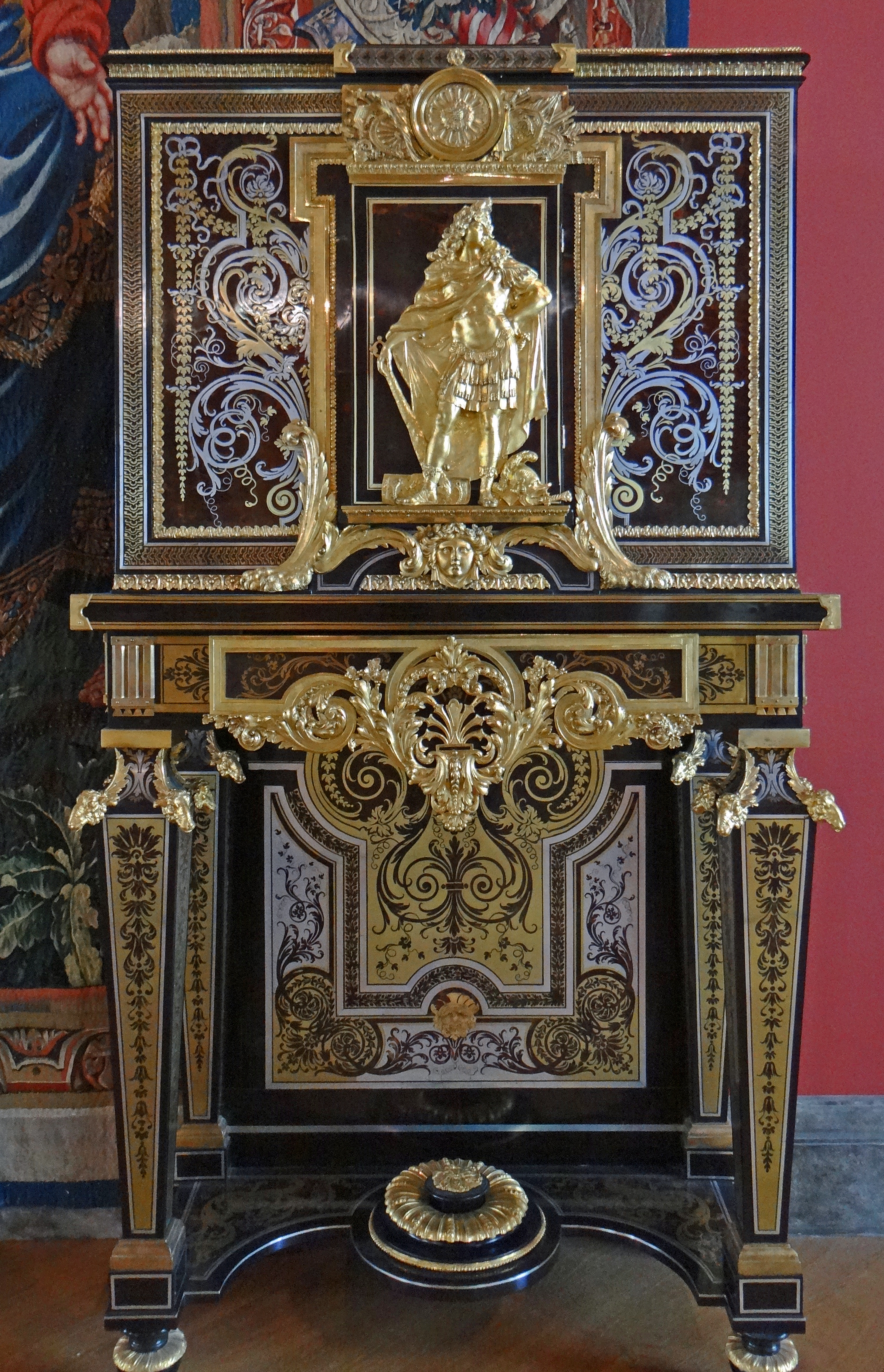
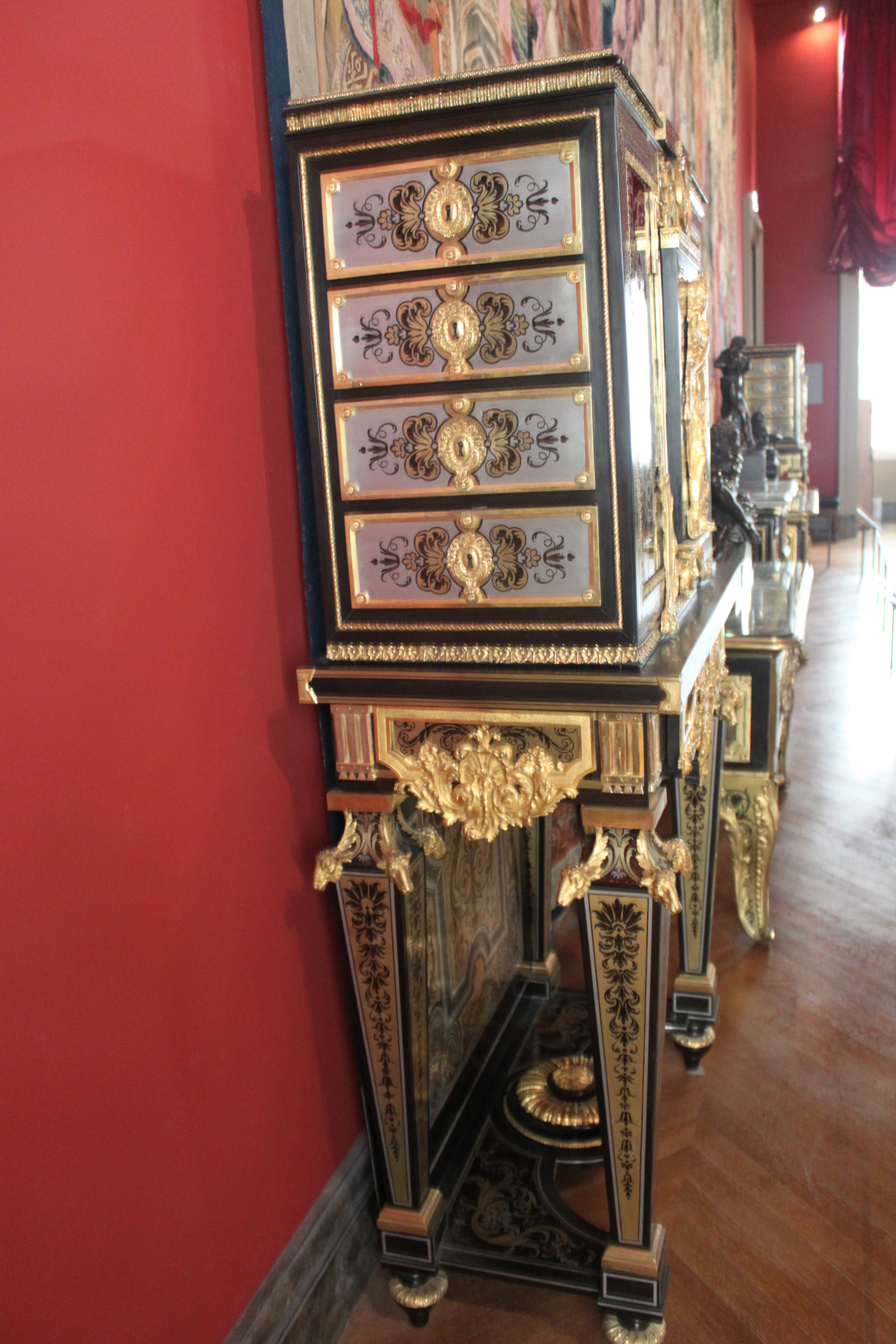
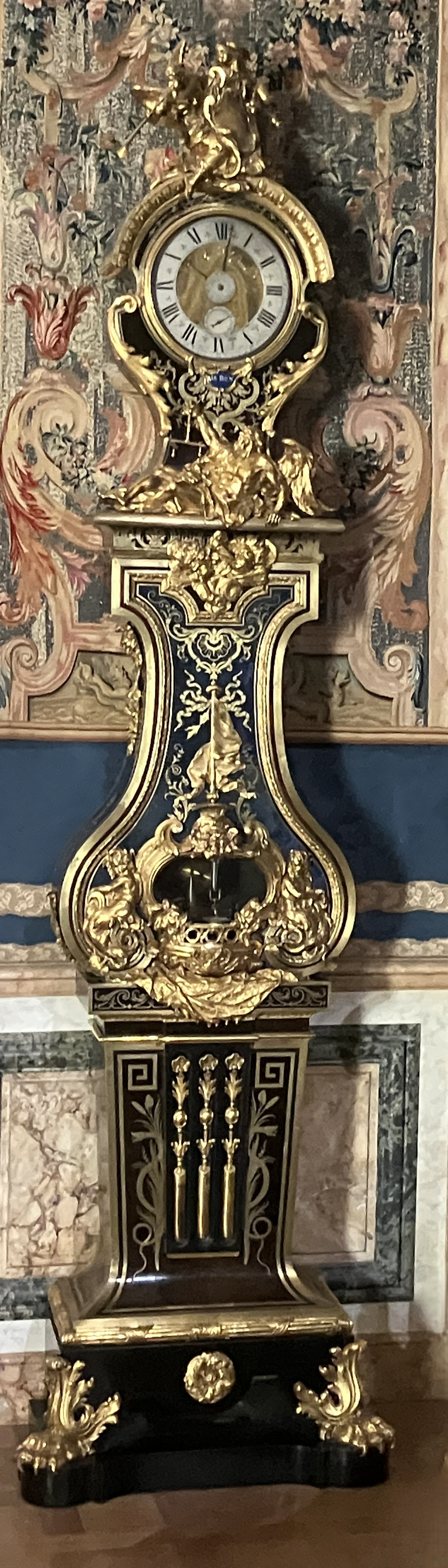

## روابط خارجية
- أندريه تشارلز بول على موقع الموسوعة البريطانية (الإنجليزية)